# 李锡胤
李锡胤（1926年5月20日—2022年9月5日），男，浙江绍兴人，中国语言学家、辞书编纂家、翻译家，黑龙江大学俄语系研究员、博士生导师。第七、八届全国人大代表。

## 生平
1926年5月20日出生于浙江省绍兴县。曾就读于绍兴市稽山中学。1943年在上海跳级考入东南中学高中部，同年又跳级考入复旦大学英文系。1944年秋，越过日伪封锁线，转入浙江南部的浙江大学龙泉分校外文系。1945年抗日战争胜利后，与同学一起前往台湾，1946年春抵台，暂在《现代周刊》帮忙校对，曾发表翻译文章数篇。同年秋，考入台湾省立师范学院英文专修科，又因在台湾参与“沈崇案”学生请愿活动遭当局抓捕，逃回大陆。1948年考入燕京大学社会学系，曾师从费孝通。当年还参加“反饥饿、反内战”等进步学生运动。他在一次人类学的考试中获得满分10分的成绩，林耀华教授称这是他给予满分的第二个人。
1950年，随着《中苏友好同盟互助条约》的签订，中华人民共和国急需大量俄语翻译人才。同年，哈尔滨外国语专门学校（1958年改称黑龙江大学）的王季愚和熊映梧到燕京大学招生，李锡胤毅然报名，远赴黑龙江学习俄语，师从王季愚和赵洵等先生。1952年毕业后留校任助教，期间跟随苏联专家学习词典学理论，1953年调校编译室工作。1962年初调入北京中国科学院语言研究所（副所长为赵洵），担任《俄汉详解词典》编写组组长、审稿人。1966年文化大革命开始后，曾被下放至河南信阳的五七干校劳动。1972年调回黑龙江大学，历任黑龙江大学俄语系研究员、辞书研究所所长等职务。1987年获国务院学位委员会批准为博士生导师。
2015年办理退休手续，迁居上海，与女儿一起生活。2022年9月5日上午11时许在海南省万宁市人民医院逝世。

## 贡献
学术贡献
李锡胤在语言学、辞书学、翻译理论等领域都有研究，如词典编纂中的语用学、语义学问题等。
1987年，李锡胤利用业余时间翻译了海明威的《老人与海》，引发了国内对原著的更多关注与研究。2012年，商务印书馆出版了他译文的英汉对照版，成为汉译经典化的标志。李锡胤还是国内较早地主张将数理逻辑应用于语言研究的学者之一，一直参加和指导黑龙江大学机器翻译研究。
他一生主要翻译出版了俄罗斯古代英雄史诗《伊戈尔出征记》，格里鲍耶托夫的《聪明误》，海明威的《老人与海》，法国学者格里兹的《现代逻辑》，乌克兰学者G·米兰的《翻译算法》，英国诗人丁尼生的《伊诺克·阿登》等。此外还与和张草纫合译《俄罗斯抒情诗百首》（1983年岳麓书社出版）。
在辞书编纂方面，他曾参与《俄汉成语词典》，苏联科学院《俄语语法》，以及维诺格拉多夫院士《词的语法学说导论》等书的编译和审定工作。与赵洵、潘国民等主持编写四卷本《俄汉详解大词典》（1998年黑龙江人民出版社版）、《新时代俄汉详解大词典》（2014年12月商务印书馆出版）。主编《俄汉搭配词典》《俄汉详解词典》《大俄汉词典》《苏联百科词典》等。
此外，他还出版有教材《数理逻辑入门》（2013年11月黑龙江大学出版社），诗集《霜天星影: 李锡胤诗存》，文集《语言·词典·翻译论稿》《李锡胤集》《李锡胤论文选》《李锡胤论文选续编》等。
建言献策
1988年至1998年，李锡胤还担任第七、八届全国人大代表。他曾在人民代表大会会议上建言，希望国家开展俄语基地建设工作，并将黑龙江作为基地之一。他还给时任总理李鹏写过建议信。

## 社会兼职
- 哈尔滨市奋斗人民公社代表（1959年）
- 哈尔滨市南岗区人民代表大会代表（1960年）
- 第七、八届全国人大代表（1988年－1998年）
- 黑龙江省文史研究馆馆员（1996年2月－2022年9月）

## 荣誉
- 哈尔滨市劳动模范（1958年）
- 黑龙江省劳动模范（1980年，1986年）
- 全国优秀教师（1989年，中华人民共和国教育委员会）
- 普希金奖章（1995年，俄罗斯联邦文化部）
- 黑龙江大学首届资深教授
- 黑龙江大学名师奖（2003年）
- 中国资深翻译家荣誉证书（2003年，中国翻译工作者协会）[14]
- 第一届辞书事业终身成就奖（2006年，中国辞书学会）[15]
- 中国俄语教育终身成就奖（2016年，中国俄语教学研究会）